# BC-MOS
BC-MOS (Buried Channel Metal Oxide Semiconductor) – typ tranzystora MOS. Jest to tranzystor polowy z kanałem zagrzebanym, gdzie pod warstwą izolatora (bramką) znajduje się zaimplantowany kanał. Kanał tranzystora BC-MOS może znajdować się w jednym ze stanów:
- w zakresie NIENASYCENIA:
  - zubożenie przy powierzchni
  - akumulacja przy powierzchni
  - częściowe zubożenie/częściowa akumulacja przy powierzchni
- w zakresie NASYCENIA:
  - zubożenie przy powierzchni
  - częściowe zubożenie/częściowa akumulacja przy powierzchni.